# ゆうやけラジオ
ゆうやけラジオ（ゆうやけラジオ）は、2005年4月から2007年3月までAM岐阜ラジオで平日夕方に放送されていたワイド番組である。

## 放送時間
- 月曜日～金曜日　16:30～17:50（プロ野球シーズンに関係なく）

## パーソナリティ
- 河村たか子（月曜日・火曜日）
- 神保絵利子（水曜日・木曜日・金曜日）

## 主なコーナー
- きょうのニュース
- トヨタ・ミュージックドライブ（提供・トヨタ自動車）
- ゆうやけアラカルト

## ニュースの放送について
- 岐阜放送は、CBCラジオや東海ラジオと異なり、東京のラジオ局制作のネットワークニュースが放送されていない（但し、全国ニュースは放送している）。全国ニュースに関しては、当日担当のパーソナリティが読み上げ方式により行われていた。
- 放送されない理由のひとつに独立局のキー局（ラジオ日本）でニュース番組が放送されていないことが挙げられる。

| AM岐阜ラジオ 平日夕方ワイド | AM岐阜ラジオ 平日夕方ワイド | AM岐阜ラジオ 平日夕方ワイド |
| 前番組                      | 番組名                      | 次番組                      |
| --------------------------- | --------------------------- | --------------------------- |
| ゆうかんHotタイム           | ゆうやけラジオ              | 月〜金ラヂオ 2時6時         |